# Betula murrayana
Betula murrayana är en björkväxtart som beskrevs av B.V.Barnes och Dancik. Betula murrayana ingår i släktet björkar, och familjen björkväxter.
Artens utbredningsområde är Michigan. Inga underarter finns listade.